# Boudinar
Boudinar est une commune rurale du Rif, au nord-est du Maroc, peuplée de 10 504 habitants (2004). Elle fait partie de la province de Driouch depuis 2009 et était auparavant rattachée à la province de Nador.
Le village est situé sur le territoire de la tribu de Temsamane. Créée en 1958, la commune est limitée au nord par la mer Méditerranée, à l'ouest par les communes d'Oulad Amghar et de Trougout, au sud par la commune de Temsamane et à l'est par la commune de Bni Marghnine. Elle couvre 6 400 ha, dont 70 % de terrains montagneux.
Son nom vient de « Bou »  (celui qui possède quelque chose) et « Dinar » (la monnaie).
L'agriculture est la principale activité de la commune (céréales). Le centre de Boudinar concentre les commerces et les services (siège de la commune, Caïdat, gendarmerie, poste, Office National d’Électricité, centre de santé, tribunal et service de sous inspection vétérinaire). Le village possède une école et un collège lycée .

## Source
- Rapport du forum d’urbanisme d’environnement et de développement sur Boudinar